# Sede titolare di Elmhama
Elmhama (in latino: Helmamensis) è una sede titolare della Chiesa cattolica.

## Territorio
La sede titolare fa riferimento alla diocesi di Elmham, che fu all'origine della successiva diocesi di Norwich.
La diocesi comprendeva parte dell'attuale Anglia Orientale. La sede episcopale si trovava a Elmham, l'odierna North Elmham, parrocchia civile del Norfolk, nel distretto di Breckland; vi si trovano tuttora i resti dell'antica cattedrale.

## Storia
La diocesi fu eretta nel 673 dall'arcivescovo di Canterbury Teodoro ricavandone il territorio dalla diocesi di Dunwich. Nel 1072 la sede episcopale fu trasferita a Thetford ed in seguito, attorno al 1094, a Norwich.
Dal 1969 l'antica diocesi anglosassone è annoverata tra le sedi vescovili titolari della Chiesa cattolica con il nome di Elmhama; dal 7 marzo 1990 il vescovo titolare è Eamonn Oliver Walsh, già vescovo ausiliare di Dublino.

## Cronotassi dei vescovi titolari
- Alan Charles Clark † (31 marzo 1969 - 26 aprile 1976 nominato vescovo di East Anglia)
- Patrick Leo McCartie † (13 aprile 1977 - 20 febbraio 1990 nominato vescovo di Northampton)
- Eamonn Oliver Walsh, dal 7 marzo 1990